# 萌妹驱魔师
《萌妹驱魔师》是的四格漫畫作品，於2003年12月號到2005年10月號之間在芳文社的《Manga Time Kirara》，也曾同時刊載於姐妹雜誌《Manga Time Kirara Carat》第2期至第10期。

## 故事簡介
北条盟和北条萌是以退治恶魔为业的兄妹。但由于恶魔退治能力尚未成熟，退治恶魔时需要互换身体。他们一直这么做着，但有一天他们的身体不听主人的意志自发交换了……

## 登場人物
北条盟
双子中的哥哥。可以攻击幽灵却看不见它们。身体自发交换後开始经常对男性抱有好感，因而陷入自我厌恶，怕自己成了同性恋了。
北条萌
双子中的妹妹。可以看见幽灵却不能攻击它们。极度兄控。

## 出版書籍
| 冊數 | 芳文社         | 芳文社                 | 尚禾文化      | 尚禾文化             |
| 冊數 | 發售日期       | ISBN                   | 發售日期      | EAN                  |
| ---- | -------------- | ---------------------- | ------------- | -------------------- |
| 1    | 2005年2月26日  | ISBN 978-4-8322-7529-4 | 2006年6月19日 | EAN 471-1436-56374-3 |
| 2    | 2005年11月28日 | ISBN 978-4-8322-7554-6 | 2006年6月19日 | EAN 471-1436-56375-0 |

## 备注
1. ↑  2003年6月18日作为《Manga Home》同年8月号增刊发售。
2. ↑  2005年2月24日作为《Manga Time Kirara》同年4月号增刊发售。